# アイバニーズ・アイスマン
アイバニーズ・アイスマンは、星野楽器がアイバニーズブランドで販売するエレクトリック・ギターの名称である。

## 歴史
星野楽器は1950年代にアメリカ製のエレクトリック・ギターやアコースティック・ギターのコピー製品をアメリカに輸出していた。1970年代中期になると、アイバニーズブランドのギターの外観はコピー元の製品に酷似する出来の製品となった。加えて当時の日本の安価な労働力と＄/円の為替の差額のおかげで、ギブソン・レスポールやフェンダー・ストラトキャスターといったギターの半額程度、もしくはそれ以下での販売も可能になっていた。
その1970年代中期に、ギブソンやフェンダーのコピー製品からの脱却を図るべく、アイバニーズとしての魅力的なオリジナルデザインのギター製造を開始することとなり、星野楽器と神田商会と富士弦楽器製造（現フジゲン）間で行われた会議で商品開発が行われた。富士弦楽器製造で造られたこのギターは、日本国外では星野楽器が「アイスマン」の名前でアイバニーズブランドで販売、日本国内では「ミラージュ」という商品名で神田商会がグレコブランドで販売することになった。
アイバニーズ・アイスマンとグレコ・ミラージュは基本的に同じモデルではあるが操作系のレイアウトや振動系パーツのデザインは大きく異なる。1975年から1983年の間に製造され、セットネックタイプやボルトオンタイプなどの様々なモデルと価格が設定された。初期のアイスマンはアイバニーズ・アーティスト・モデルの一つであったが、1978年にアイスマンという名称に変わった。この経緯には後述するアメリカのロックバンドキッスのボーカリストポール・スタンレーのシグネチャーモデルとしての関わりが大きい。1982年 - 1983年になるとアイスマンIIが製造販売されたが、これはオリジナルモデルと異なるヘッドを持ち、同列に6個のペグを持つデザインとなり、その後の1990年代にも継続的に初期モデルのリイシューや形状のみ流用されたシグネチャーモデルなどが製造販売されている。
世界的販売成功をおさめた1980年前後には、アイスマンのコピーモデルが国内外メーカー複数社から製造販売されていたことが確認されている。

### アイバニーズ・アーティスト・モデル
1975年のアイバニーズカタログには、ピックアップをはじめとする各スペックは異なるが形状はアイスマンと同一のギターが記載されている。これにはアイバニーズ・アーティスト・モデルの一つとして「2663」というモデルナンバーが与えられていた。

### キッス、ポール・スタンレーとアイスマン
1976年に公演のために訪日したキッスは、アイバニーズよりポール・スタンレーのシグネチャーモデルの開発を含む契約依頼を受けた。アイバニーズ・アーティスト・モデルの一つである2663の形状を気に入ったスタンレーは、このモデルに彼のアイデアを盛り込むように申し出た。そのカタログモデルが1978年からのアイスマンである。実際にスタンレー自身もその後の約4年間は頻繁にアイスマンを使用しており、アルバム『KISS ALIVE II』の写真や、その他多くのライブ写真・映像で確認することができる。
1978年のカタログには、該当する項目に「アイバニーズ・アーティスト・モデル」「アイスマンシリーズ」の併記や「アイスマンシリーズ」単独表記がある。アイバニーズ・アーティスト・モデル記載ページに先の2663かアイスマンか特定できないギターを持つトム・ペティの写真も存在する。しかし、アイスマンを世界的に有名にしたのは、PS10（PS-10、ポール・スタンレーモデルとも表記される）と呼ばれるモデルである。カタログにはこのモデルを持つスタンレーの写真が掲載されている。また、PS10以外の他のアイスマンの型番はIC100、IC200などICで始まっており、モデルナンバーからもPS10はアイスマンシリーズの中で特別なモデルとされていた。

### 2663とアイスマン
前述の通りアイスマンシリーズにはIC100、IC200、PS10などのモデルナンバーが付いていた。ポール・スタンレー使用と同時に始まったアイスマンの名称であるが、1978年以降に2663の名称が消失したというわけではない。
当時の資料によると、一般ユーザーが知るモデルナンバーとは別にIDナンバーというものもあり、IC100には「2662」、IC200には「2663」というIDナンバーがそれぞれ付いていた。PS10にはIDナンバーは存在していなかった。1981年にはIC100、IC200は廃番になり他のアイスマンシリーズはPS10を含む5種類ほどになった。このときになって初めてアイスマンシリーズからIDナンバーがなくなっている。

## スペック
アイバニーズ・アイスマン・IC200 （1978年アイバニーズカタログから引用）
- BODY: Mahogany
- NECK: 3 piece Maple (Thru Neck)
- FINGERBOARD: Rosewood
- PICKUPS: Super 80
- CONTROLS: 2 Volume & 2 Tone, 3 way switch
- TUNERS: Velvetune II
- BRIDGE & TAILPIECE: Gibraltar & Quik-Change (r)
- HARDWARE: Chrome

## 過去に販売されたカタログモデル
- 1978年：IC400、IC300、IC210、IC200、IC100BK、IC100WH、PS10
- 1996年：IC300BK、ICJ100WZ (J.model)、PS10CL、PS10II

## シリアルナンバー
形式は「MYYPPPP」となる。1987年まで富士弦楽器製造のアイバニーズブランドはこの形式で使用された。
- M = 製造月（A=1月、B=2月、……K=11月、L=12月)
- YY = 製造年 (79=1979)
- PPPP = 製造番号

## 主な使用者
- サシャ・ゲルストナー（ハロウィン）
- サム・トットマン（ドラゴンフォース）
  - シグネチャーモデル「STM」あり
- ジェイ・ユエンガー（英語版）（ホワイト・ゾンビ）
  - シグネチャーモデル「ICJ100WZ」あり
- ダロン・マラキアン（システム・オブ・ア・ダウン）
  - シグネチャーモデル「DMM1」あり
- ポール・ギルバート（MR. BIG）
  - シグネチャーモデル「PGM」あり
  - ギルバートはアイスマンのボディ形状を逆にした「リバース・アイスマン」というモデルを自らデザインした。それを元にアイバニーズは商品開発し、アイスマンの逆という意味で「ファイヤーマン」という名称で正式販売した。
- ポール・スタンレー（キッス）
- リック・ニールセン（チープ・トリック）
- ももいろクローバーZ（ポール・スタンレーより5本5色プレゼントされる）